# Triglicerid
Triglicerid (TG, triacilglicerol, TAG, triacilglicerid) je estar glicerola i tri masne kiseline. On je glavni sastojak masti (biljnih ulja i životinjskih masti).

## Hemijska struktura
Trigliceridi se formiraju kombinovanjem glicerola i tri molekula masnih kiselina. Molekul glicerola sadrži tri hidroksilne (HO-) grupe. Svaka masna kiselina ima karboksilnu grupu (COOH). U trigliceridima su hidroksilne grupe glicerola spojene sa karboksilnim grupama masnih kiselina estarskim vezama:
Tri masne kiseline ( u gornjoj jednačini) su obično različite. Znatan broj vrsta triglicerida je poznat. Dužina lanca masnih kiselina prirodnih triglicerida varira, ali većina sadrži 16, 18, ili 20 atoma ugljenika. Prirodne masne kiseline nađene u biljkama i životinjama se tipično sastoje od parnog broja atoma ugljenika, što je posledica njihovog biosintetičkog puta koji koristi dvoatomske gradivne blokove acetil CoA. Bakterije, međutim, imaju sposobnost sinteze neparnih i razgranatih masnih kiselina. 